# 摩鹿加鸚竺鯛
摩鹿加鸚竺鯛（學名：Ostorhinchus moluccensis），又稱摩鹿加天竺鯛、蘇拉威西天竺鯛、麻六天竺鯛，為輻鰭魚綱鉤頭魚目天竺鯛科鸚竺鯛屬的其中一個種。

## 分布
本魚分布於印度洋－西太平洋區，包括南非、印度、馬爾地夫、中國、台灣、越南、馬來西亞、菲律賓、印尼、巴布亞紐幾內亞、澳洲、所羅門群島等海域，深度3至30公尺。

## 特徵
本魚體延長而側扁，眼大，口大略下位。魚體呈紅銅色，背部顏色略深，頭部具有兩條穿過眼睛白色縱紋，第二背鰭基部具有一白色小圓斑，背鰭硬棘7枚；背鰭軟條9枚；臀鰭硬棘2枚；臀鰭軟條8枚；脊椎骨24個，體長可達9公分。

## 生態
本魚棲息於潟湖或礁石區域，成對或成群活動，白天躲藏洞穴中，夜間出來覓食，屬肉食性。繁殖期時，雄魚具有口孵習性，卵約7日化成仔魚，由雄魚吐出，具短暫的仔魚飄浮期。

## 經濟利用
不具任何經濟價值。